# 遙控車

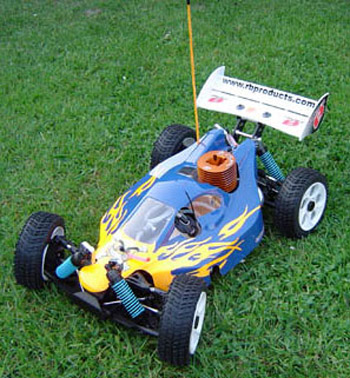
燃油引擎遙控車

遙控車（Remote controlled cars，或R/C cars），是遙控模型的一種，是按載人汽車縮小的比例模型，以無線電或紅外線等無線操控的方式控制的玩具車或模型車。
遙控車的控制信號，通過手搖桿上的發射器發出，由裝在車上的接收器接收。接收器根據接收到的射頻信號控制車速、改變遙控伺服或車輪的轉動方向以及馬達或引擎的運轉。
簡單的遙控車只是能控制停與走的兒童玩具，所組成的可互換零件屬於「一次性用品」，不能替換，沒有「可維修」和「可改裝」；而專業級別的遙控車可以是功能強大的賽車，具所有實際賽車的複雜和可調節、最優化的特性，速度更可超過時速一百公里。

## 歷史
遙控模型的歷史可以追溯到19世紀末，由美國電機工程學和机械工程師尼古拉·特斯拉(Nikola Tesla)於1898年在麦迪逊广场花园（1890时期）的一次电气展览中向公众展示一艘使用基于相干器的无线电控制的船——称之为“telautomaton”，是一種可以通過無線電波進行遙控操作的遙控模型雛形。

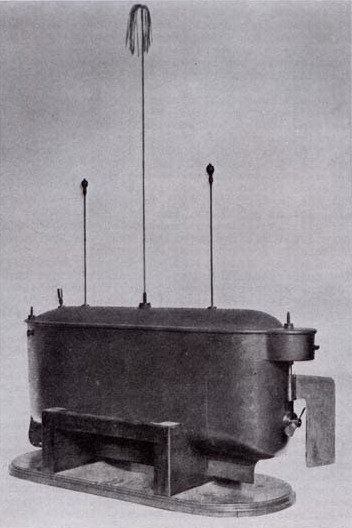
1898年，特斯拉展示一种无线电控制的船只，他希望将其作为制导鱼雷出售给全世界的海军

在1940年，小型汽油驅動的内燃机已經出現，無線遙控技術在二戰期間有投入使用過(詳見哥利亞遙控炸彈)，遙控車直到晶體管技術出現時才得以商品化使用。由於晶體管革命性地使用了電能，更小、更簡單也更省電的無線操控模式（RC）便出現。在這不久之後，愛好者便開始製造這種簡單的，可以在各種平路上開的遙控車。
1966年，Gilcattoli電子的公司製造了一個法拉利250-LM，世界上第一輛商業產品的遙控車。兩年以後又製造了法拉利P4。在這些遙控車被引進英國不久之後，並在1970年製造出了英國人自己的遙控油動車。
1970年，美國AE公司，Wencon和三角洲公司製造者加入從而得到了提升。比如引擎從單活塞進化到了雙活塞。
1976年，日本模型廠商田宮模型進入了遙控模型車市場，推出世界上第一輛純電動的遙控模型車——保時捷934 Turbo RSR。
隨著數位技術和無線通訊技術的發展，現代遙控車的功能和性能也得到了極大的提升。現代遙控車可以配搭單晶片或微處理機通過無線網絡(WiFi或藍牙Bluetooth)連接到智能手機或個人電腦，並具有更高的速度、更精確的操控和更多的功能如可編程(Programmable)或自動駕駛(Autonomous)。

## 應用場景
- 作為休閒、康樂、娛樂、遙控賽車(RC Car Racing/RC Motorsports)競賽用途
- 科學研究，例如遙感勘測(Telemetry)、監測(Monitoring)和自动化(Automation)
- 軍事(Military)，例如戰場上的武器和掃雷車

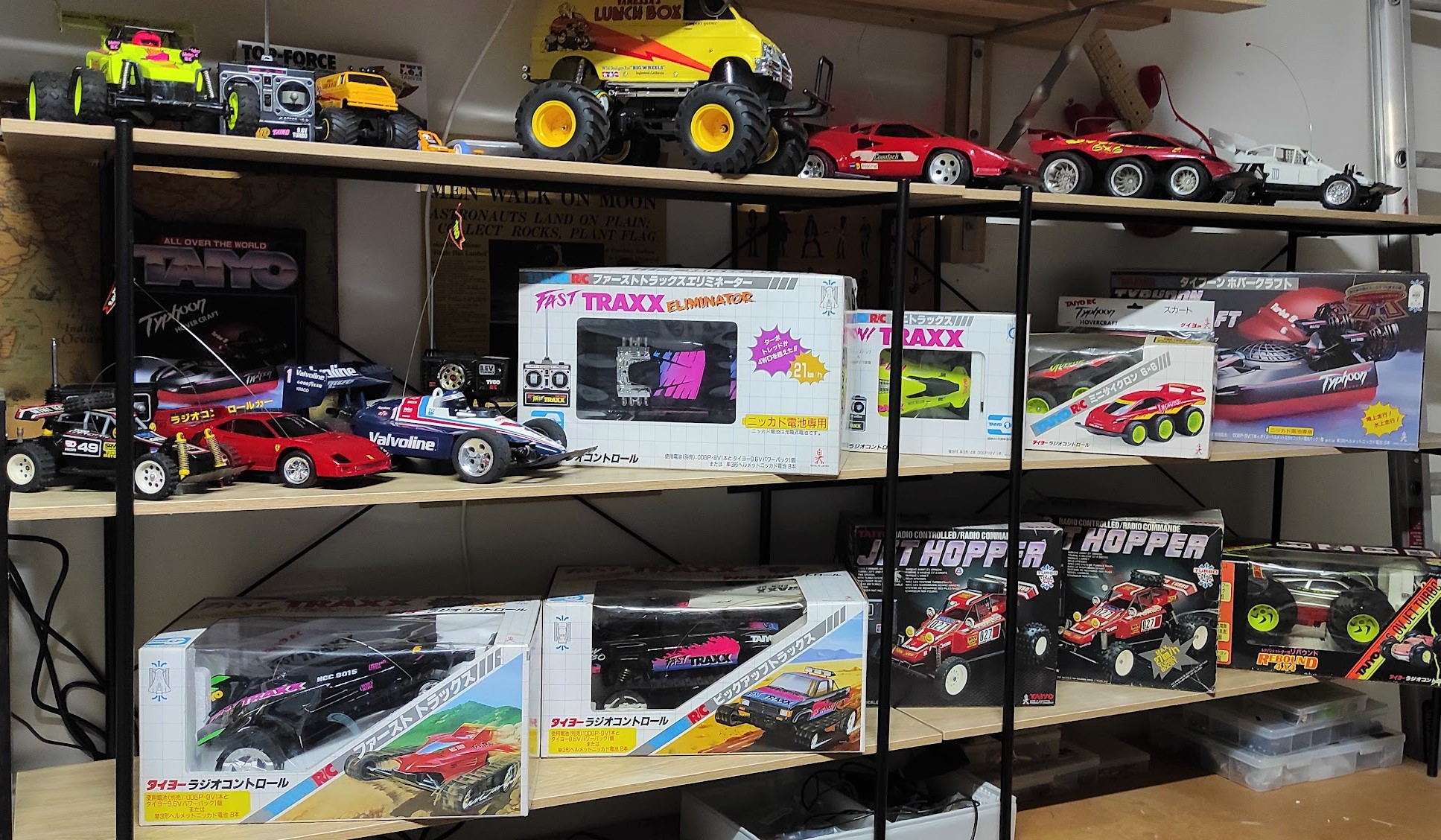
A collection of Taiyo Toys Co. Ltd. manufactured radio-controlled toys, sold under the Taiyo, and Tyco RC brands sold in the 1980s and 1990s.

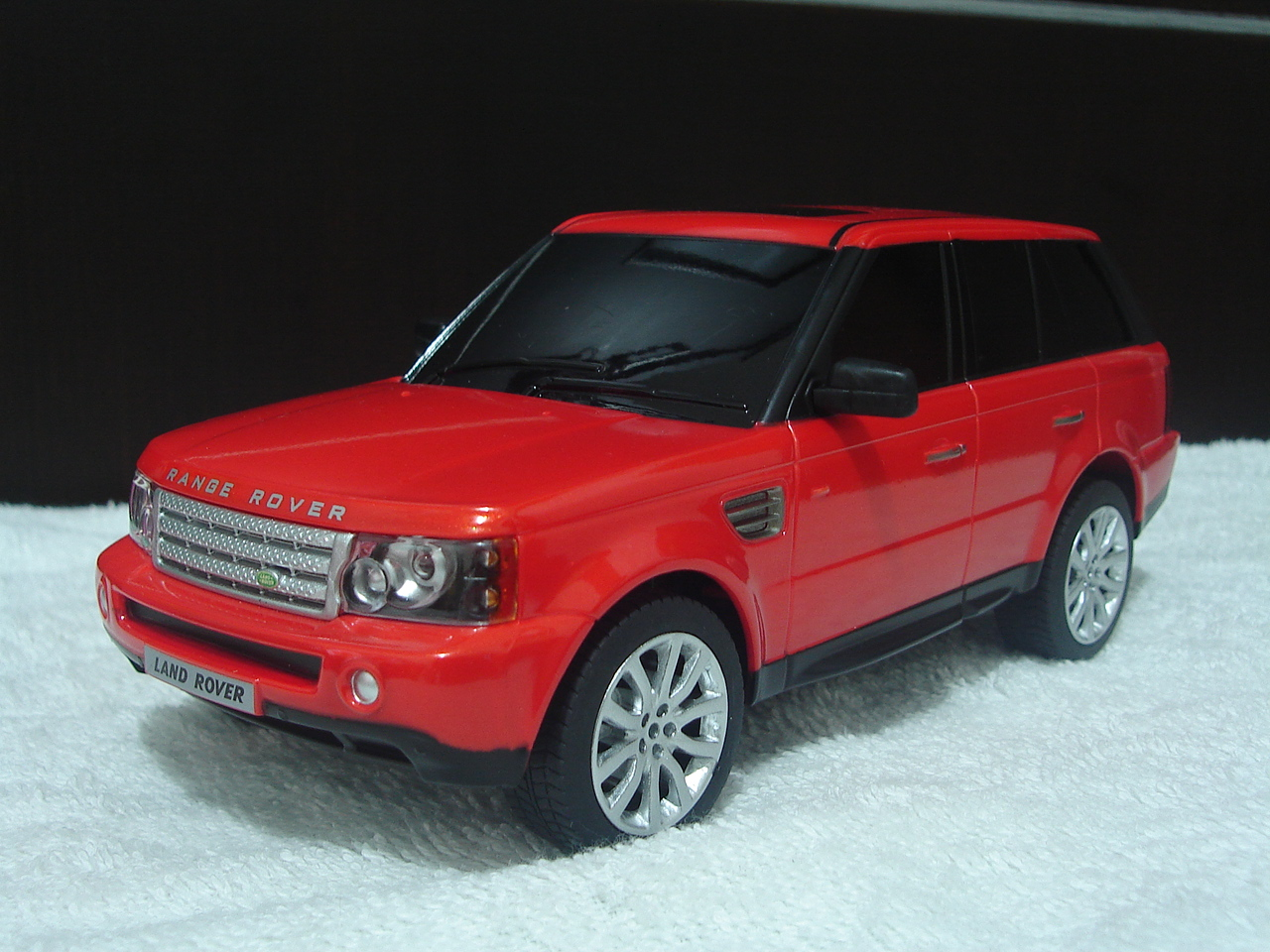
Radio controlled vehicle toy 1:24 Range Rover Sport replica developed by Rastar with hidden antenna.

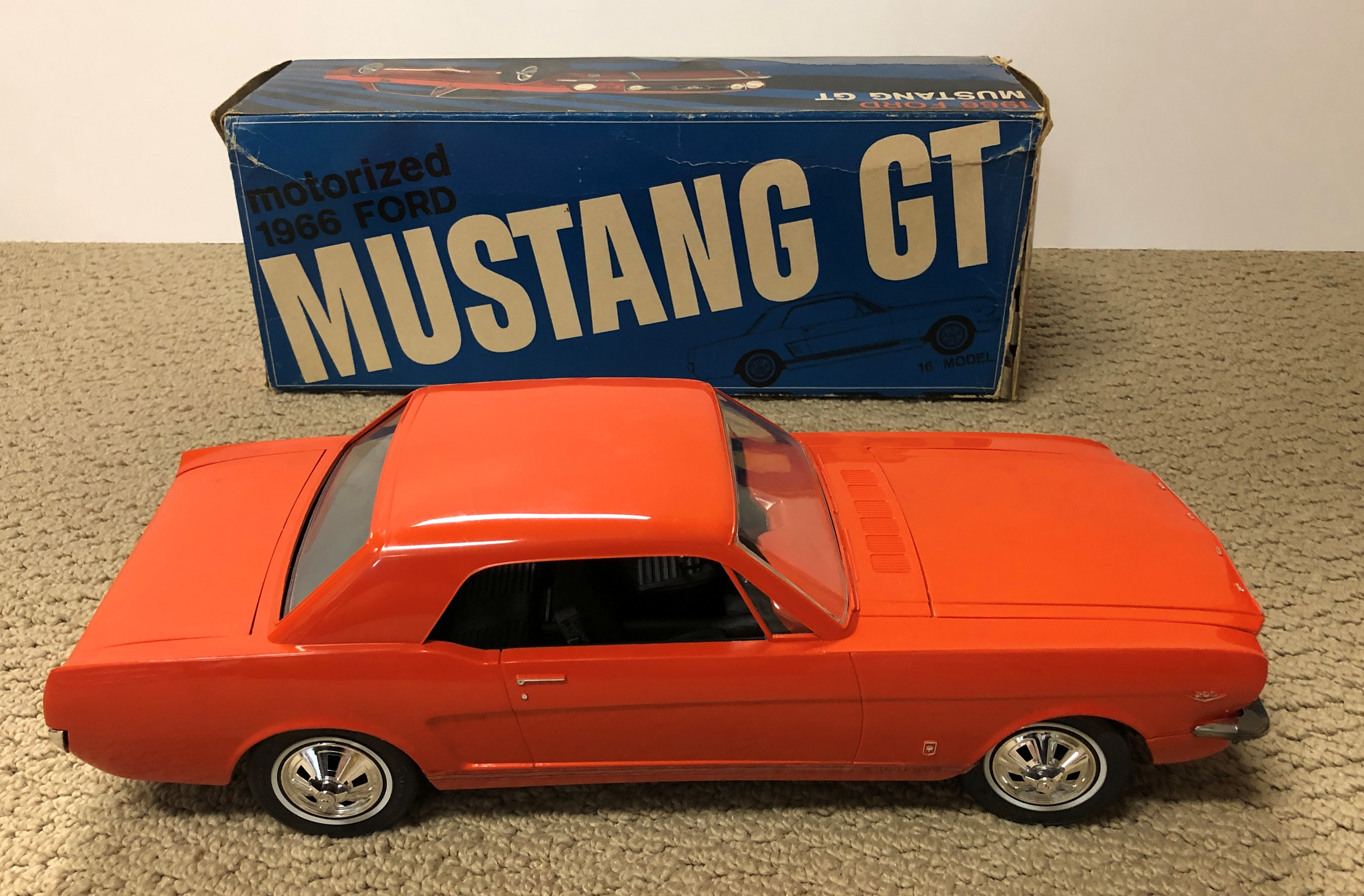
Wen-Mac/Testors 1966 Mustang 1:11 Scale

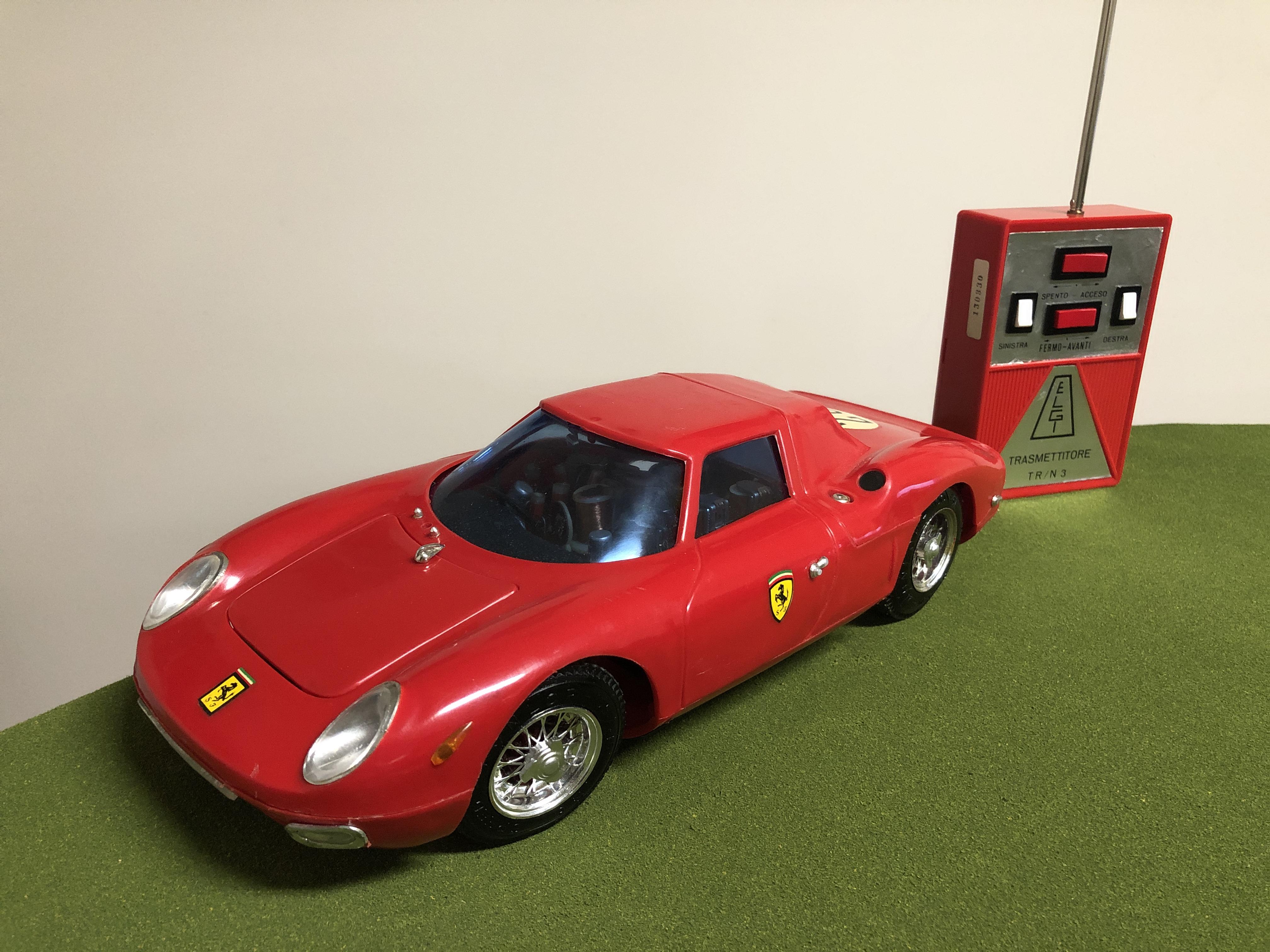
ElGi Ferrari 250LM 1:12 Scale Radio Controlled Car

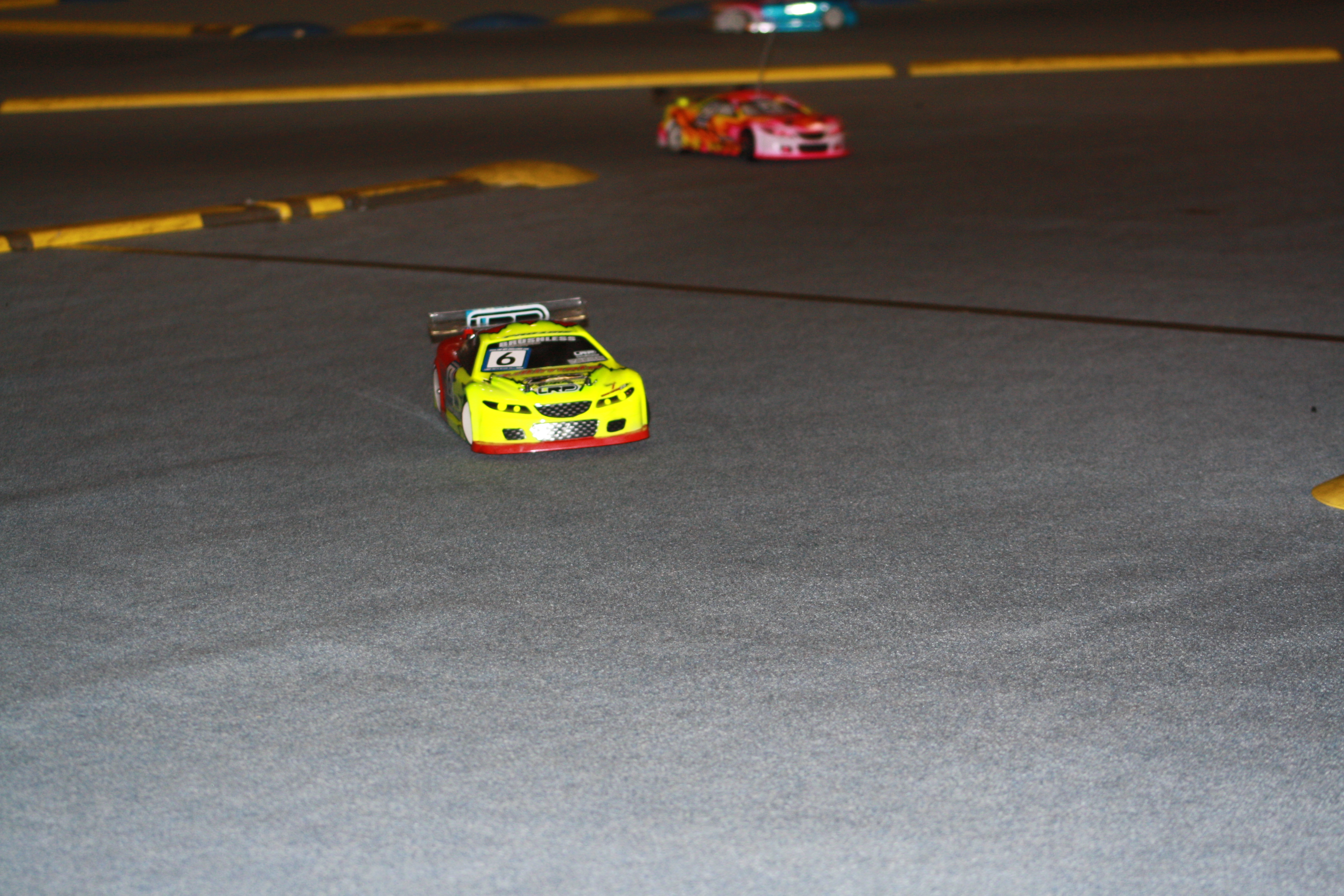
On-road racing model on a carpet surface track.

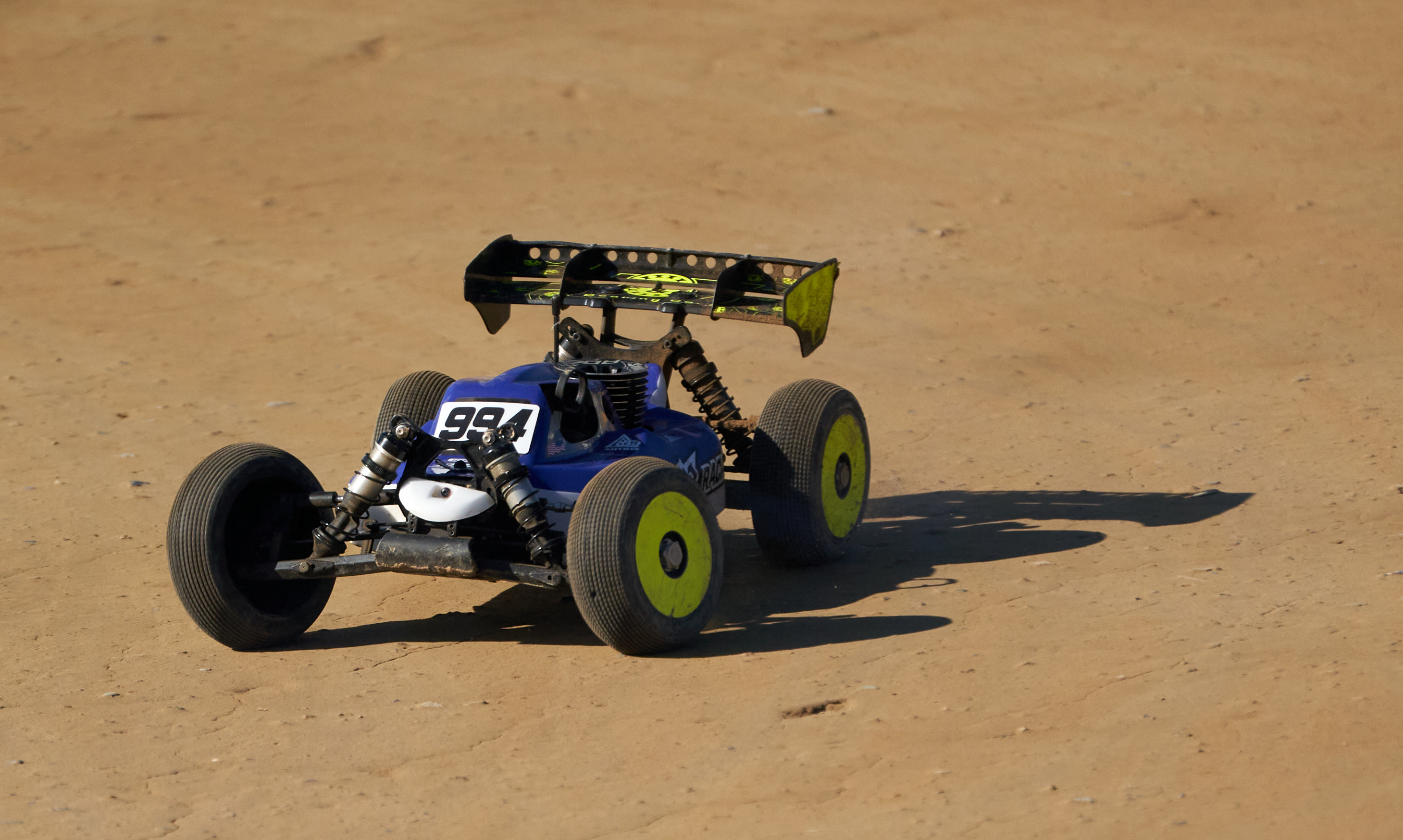
An RC car from the LCRC Halloween Classic

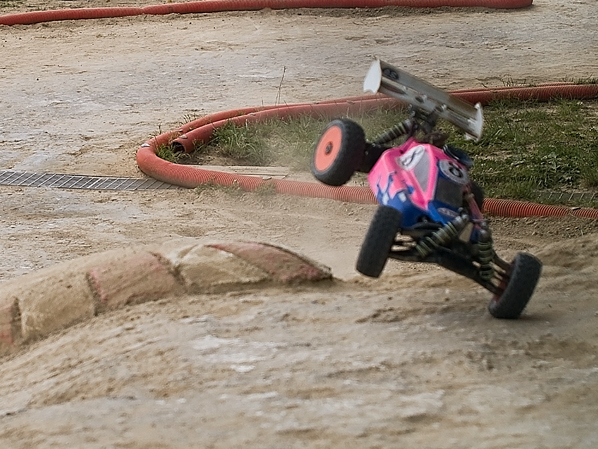
A 1:8 four-wheel drive off-road racing buggy in action

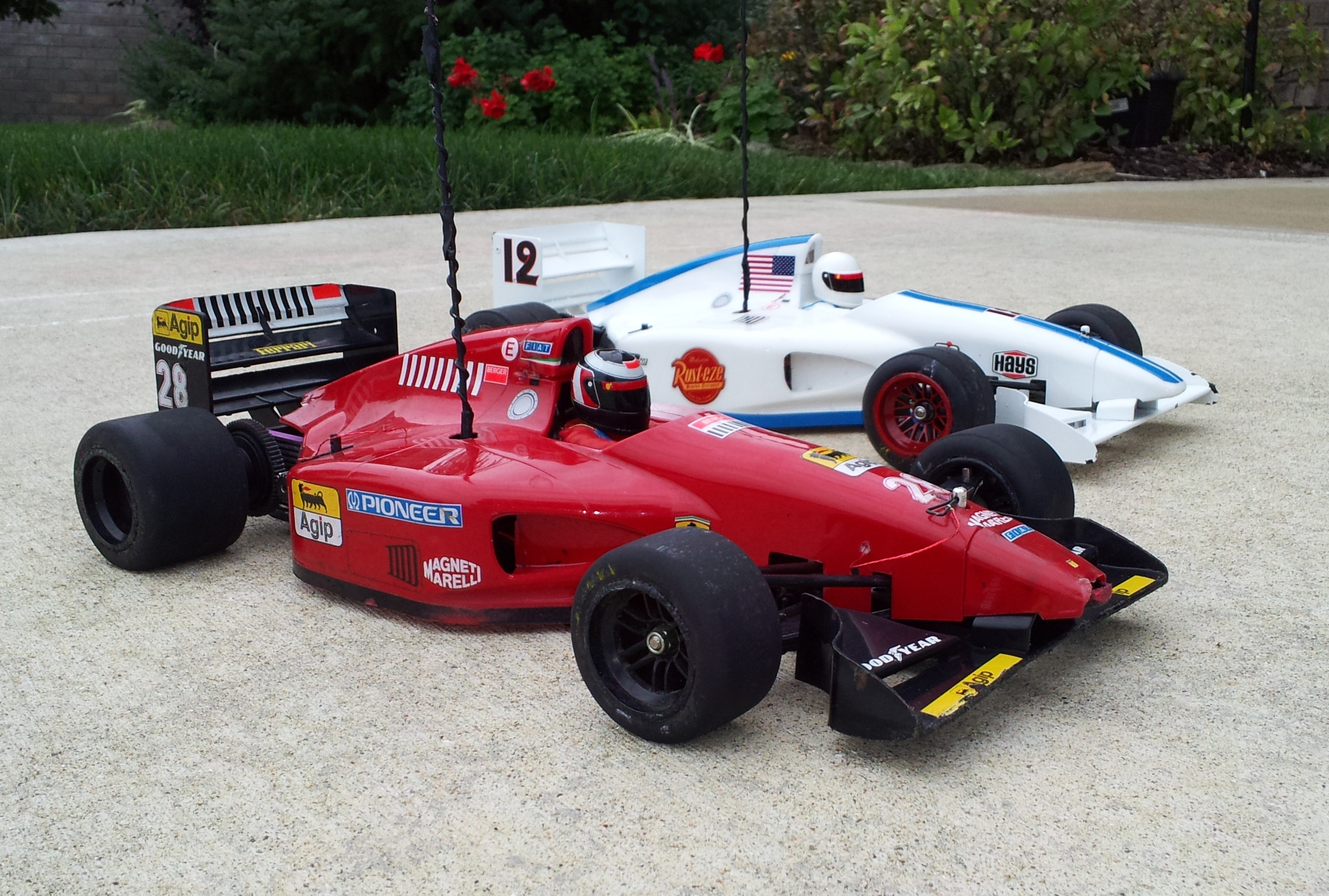
Tamiya F103 Ferrari 412T1 RC Built Model Kit

## 類型

### 組合完成度
1. 無需組合，Pre-assembled，RTR (Ready to Run) 
2. 需組合，(Unassembled/Assembly Required)
3. 半需組合，ARR (Almost-Ready-to-Run)

### 驅動方式
1.前輪驅動(Front Wheel Drive, FWD)
2.後輪驅動(Rear Wheel Drive, RWD)
3.四輪驅動(Four Wheel Drive, 4WD)
4.全輪驅動(All Wheel Drive, AWD)，允許前輪和後輪轉速不同，降低四輪驅動機械損耗，增加機械效率

### 驅動能源
1. 充電池及直流馬達驅動 (Electrical Power, EP)，俗稱電動車
2. 汽油及内燃机驅動 (Gas Power, GP)，俗稱油动車

### 模型比例
1.  1:10 (主流軸距為257mm；較短軸距如190mm、210mm、225m、239mm的稱為M Chassis，俗稱「M車 」，源於1995年日本模型生產商田宮模型推出1:10 輕型車 Rover Mini Cooper)
2.  1:12
3.  1:14
4.  1:18
5.  1:28 或 1:27 (源於1999年日本模型生產商Kyosho生產的Mini-Z及其副廠零件)
6.  其他

### 車種
1. 越野車(Buggy)
2. 平路房車(Touring/On Road)
3. 攀爬車(Crawler)，俗稱「大腳車」
4. 貨櫃車(Truck)
5. 跑車(Sports Car)
6. 飄移賽車(Drift Car)，源自1995年日本賽車動漫《頭文字D》內的賽車(豐田AE86)，轉彎技巧俗稱「甩尾」
7. 一級方程式賽車(F1 Car)
8. 坦克車(Tank)，以履帶接觸地面
9. 工程車（Service Vehicles）
10. 短程汽車(Drag Car)
11. 摩托車(Motorcycle)
12. 拉力車(Rally Car)

### 傳動系統方式
1. 驅動皮帶傳動 (Belt Drive)
2. 滚子链傳動(Roller chain)
3. 軸傳動傳動 (Shaft Drive)

## 零件及改裝
遙控車所組成的零件因應模型比例、驅動能源有所差異，大約數十件組件所組成，根據比賽賽道設計為零件進行調整、作出靈活配撘及最優化的設定技巧稱為「改裝」。以下是部份組成零件例子：
1.  底盤(Chassis)：車底主框架，主導一架遙控車大部份性能，是遙控車最重要的部分，底盤主要分為三種：後置摩打(Rear motor)、前置摩打(Front motor)和中置摩打(Mid motor)。前後輪軸距(Wheelbase)及左右輪距(Axle track)會影響車殼(Body)的相容性，通常包括前後防撞海綿保險桿(Front/Rear Bumper Beam)、車底空氣導流板。
2. 遙控器(Remote Controller)：用來控制模型車運動(MotorSport)的槍型裝置，通常包含方向盤、油門和其他按鈕或開關，亦可配選巡航定速(Cruise Control)、遙感勘測(Telemetry)、儀表盤(Control panel)。通常以無線頻率2.4GHz傳送數據及提供3頻道(可控制前後及左右，可控制開關) (3 Channels)，使用前需要與接收器進行「對頻」設定。
3. 電池(Batteries)：分別提供能量給模型車和遙控器使用的電源，可配選電容(Capitor)，以電池組座(Batteries Tray)固定，通常使用蓄電池，配上充電器。電池續航力(endurance)由電池容量mAh決定。
4. 馬達(Motor)：驅動電動模型車運動的部件，以馬達座(Motor Mount)固定，通常配搭電子變速器(Electronic Speed Controller, ESC)作驅動馬達、遙控伺服(Servo)、散熱器(Radiator)、冷卻風扇(Cooling Fan)，用於控制不同的功能，如前進、後退、轉彎、煞車等。
5. 無線電接收器(Radio Receiver)：接收來自遙控器發出的信號，並將其轉換為指令傳送給相應的電子變速器(Electronic Speed Controller, ESC)或其他部件。
6. 傳感器(Sensor)：用於環境感知和檢測模型車狀態的，如來傳送測量儀器上的讀數到可顯示或記錄讀數的遙感勘測(Telemetry Sensor)傳感器，測速器(Speedometer)、惯性测量单元(Inertial Measurement Unit, IMU)、陀螺儀(Gyroscope)、馬達線圈溫度感測器(Motor Coil Temperature Sensor)、碰撞傳感器(Collision Sensor)、距離傳感器(Proximity sensor）、全球定位系統(Global Positioning System，GPS)、GNSS(GPS+GLONASS) 、第一視角攝像頭(First Person View Camera, FPV)等。
7. 轉向系統(Steering System)：用於控制模型車轉彎方向的結構，應用阿克曼轉向幾何(Ackermann steering geometry)原理。
8. 懸吊系統(Suspension)：用於提供模型車平穩運動和適應不同地形的裝置，通常包括萬向節(Universal joint)、彈簧、液压避震器(Dumper)或阻尼器(Stock Absorber)等。防傾桿(stabilizer bar, anti-rollbar)，是當車身左右避震器受力不一樣的時後會發生作用，當轉彎、或變換車道時，會發揮槓桿的原理將左右二邊的受力不均的程度降到最低，分別減少避震器的壓縮及減少避震器的伸長量。
9. 傳動系統(Drivetrain)：摩打齒輪(pinion)、可調節齒輪比(Gear ratio)的波箱(Gearbox)、輪系(Gear Train)、減速器、变速器、差速器(Diffenertial)、傳動軸(Propeller Shaft)或驅動皮帶(Drive Belt)、轴承(Bearing)、煞車片(Brake Disk)、車軸(Shaft)、墊圈(Washer)組成。
10. 電子控制板(Electronics Control Board)：用於控制模型車各個部件的電子元件，包括单板机如樹莓派(Raspberry Pi)、Arduino，電子變速器(Electronic Speed Controller, ESC)、编程卡(ESC program cards)、去電池電路(Battery Elimination Circuit, BEC)等。
11. 輪胎(Wheels)：模型車與地面接觸的部件，通常由橡膠或塑料製成，具有良好的抓地力(輪胎與地面產生的摩擦力)和耐磨性。軚膽分為海綿材質和塑料材質，兩者搭配不同外胎可適應各種路面需求。外胎軚紋又可分為兩種，一種為紋胎，適合在沙粒較多的賽道使用。另一種為光頭胎，紋路相對較少比較平滑，光頭胎適用在平坦乾淨的賽道上，從而發揮出最大性能。
12. 車殼(Body)：模型車的外殼，通常由聚碳酸酯 (Polycarbonate)製成，用來保護內部零件。以車殼柱及車殼夾(Body Mounting)固定。仿真車殼以噴漆(Painting)及貼紙(Sticker)提供外觀造型，可配選仿真駕駛艙(Cockpit Set)、尾翼(Diffuser (automotive))、擾流板（Spoiler (automotive)）、仿真排氣管、仿真後視鏡。

## 流行文化
遙控車出現於電影情節內，部份被遙控的車是載人汽車
- 1982年《最佳拍档》
- 1985年《回到未來》迪羅倫時光機
- 1988年《賭彩黑名單》
- 1992年《蝙蝠侠归来》
- 1995年《玩具總動員》
- 1997年《新鐵金剛之明日帝國》
- 2003年《终结者3》

## 參看
- 田宮CLOD BUSTER
- 迷你四驅，1982年日本田宮模型旗下1:32非遙控模型賽車，於設有牆壁導航的環形及封閉式賽道上進行比賽
- 電刷車，源自1912年美國，是一種以凹槽作為軌道的帶有動力的微型模型賽車
- 自動駕駛汽車，司機不在駕駛艙上的無人駕駛交通工具